# Városháza (Bécs)
A bécsi Városháza (németül: Wiener Rathaus) Ausztria fővárosának, Bécsnek az Innere Stadt városrészében, a Rathausplatz és a Ringstraße között álló monumentális épülete, a város egyik jelképe. 1872 és 1883 között épült neogótikus stílusban Friedrich von Schmidt építész tervei alapján. Itt található a mindenkori bécsi polgármester és a különböző városi hivatalok irodakomplexuma, 1885 óta a városi tanács, 1920 óta a tartományi parlament, a bécsi városi szenátus és a tartományi kormány, valamint a városi és tartományi könyvtár és levéltár székhelye. 1960-ig Új városháza néven hívták, hogy megkülönböztessék nagy múltú barokk elődjétől.

## Története

### A helyszín kiválasztása
Bécs területe és lakossága 1850-ben számos külváros bekebelezésével jelentősen megnőtt. A wipplingerstraßei régi városháza, amelyet még 1316-ban Szép Frigyes osztrák herceg hozott létre, és 1700 körül Johann Bernhard Fischer von Erlach barokk stílusban építtetett át, túl kicsinek bizonyultak. Miután 1858 és 1865 között császári rendelettel lebontották a városfalat és megépítették a Ringstrassét, 1868-ban pályázatot írtak ki egy új városháza építésére, amelyből Friedrich von Schmidt német építész, a kölni dóm akkori építőmestere került ki győztesként. A városháza a Ringstrasse övezetében épült volna fel, ahol más rangos reprezentatív épületek készültek el ekkoriban, például a Staatsoper 1869-ben, a parlament épülete 1883-ban, a Bécsi Egyetem új főépülete 1884-ben, vagy az új Burgtheater pedig 1888-ban.
Az eredeti helyszín, amelyről szó volt, a Stadtparkkal, Bécs első városi parkjával szembeni terület volt, amelyet a Ringstrasse építése során hoztak létre. Végül azonban a városvezetés kívánságai a Josefstadt melletti glacis egy részére irányultak, az addigra már lebontott városfal előtti építési tilalmi övezetre, amely a 19. században felvonulási területként szolgált, és csak Cajetan Felder polgármester közbenjárására sikerült 1870-ben a császártól megszerezni. A városvezetés és a kormányzat számára a városháza építési helyszínének kérdése, amellyel az erősödő polgárság a császárnak akarta demonstrálni önbizalmát, kiemelt szerepet játszott.

### Az építkezés
A bécsi városháza 1872 és 1883 között épült fel, és beleillett a Ringstrasse mentén ebben az időben épült historizáló épületek sorába. A városháza homlokzata a neogótikus világi építészet kiemelkedő példája. A külsejét, különösen a 98 méter magas tornyot a flamand gótikus városházák hagyománya ihlette, mint például a brüsszeli Grand-Place/Grote Markt, hogy külsőleg is kapcsolódjon a városi szabadság középkori hagyományaihoz. A hét udvarral rendelkező alaprajz a barokk paloták koncepcióját követi. Az egész épület neogótikusnak való minősítése ezért óvatosságra int, és ezt maga Schmidt is elutasította. A 19 592 m² alapterületű városháza teljes hasznos területe 113 000 m². Az épület 152 méter hosszú és 127 méter széles, 1575 helyiséggel és 2035 ablakkal rendelkezik. Az építési költségek összesen mintegy 14 millió guldenre rúgtak.

## Fordítás
- Ez a szócikk részben vagy egészben  a   Wiener Rathaus című német Wikipédia-szócikk ezen változatának fordításán alapul.  Az eredeti cikk szerkesztőit annak laptörténete sorolja fel. Ez a jelzés csupán a megfogalmazás eredetét és a szerzői jogokat jelzi, nem szolgál a cikkben szereplő információk forrásmegjelöléseként.